# Steuersatz (Fahrrad)

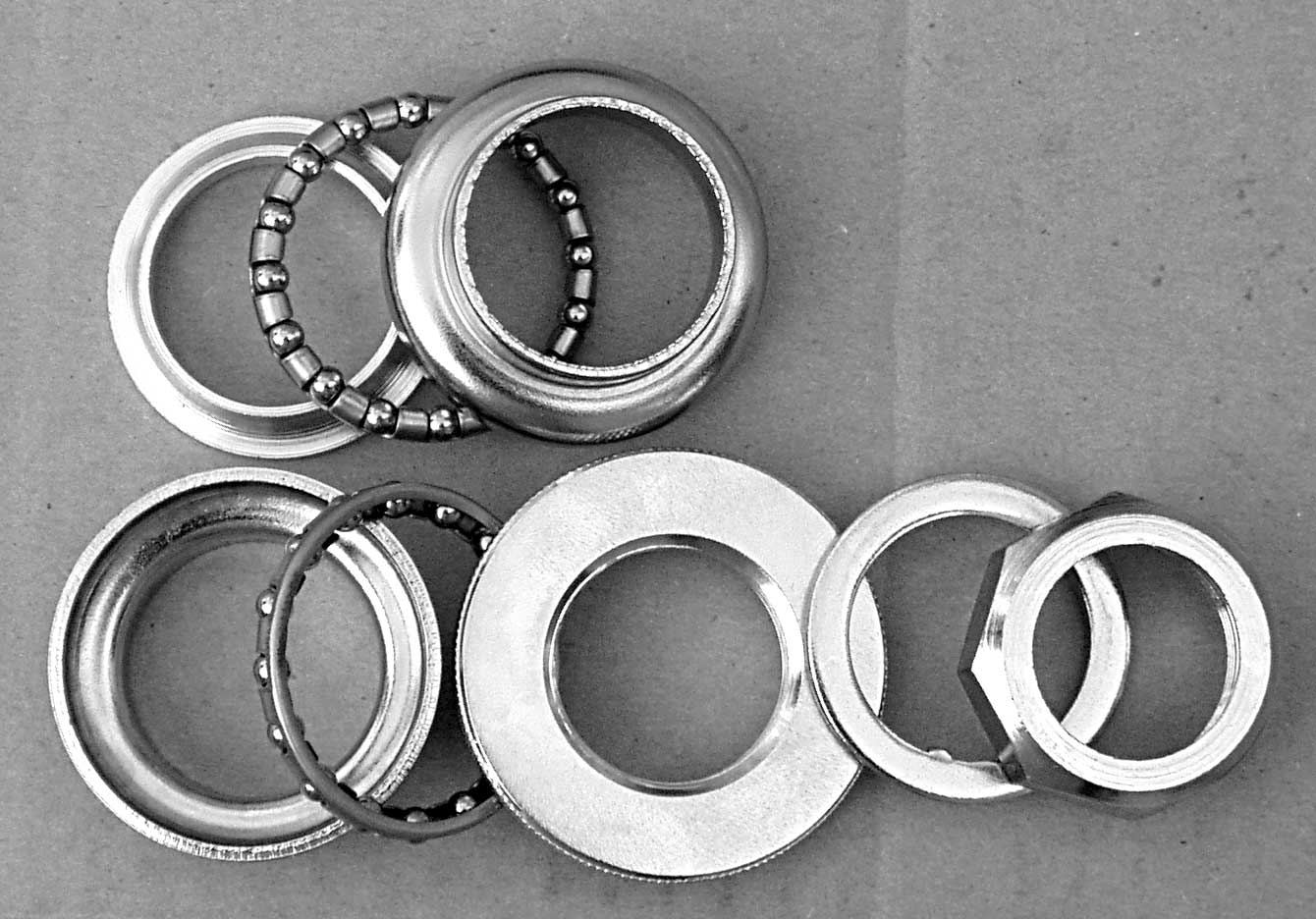
Traditioneller Gewindesteuersatz mit Konuslager im ausgebauten Zustand

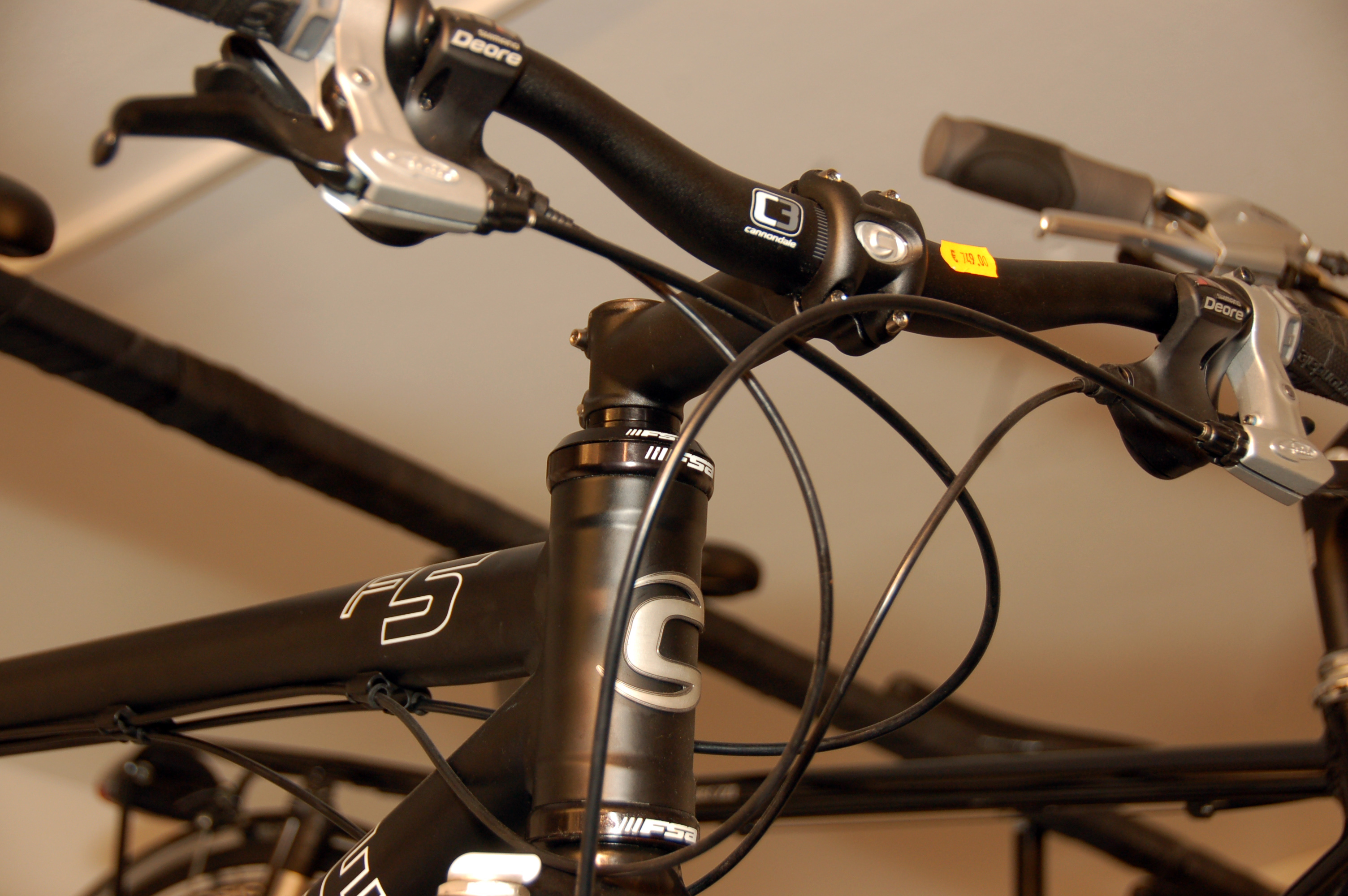
Ahead-Steuersatz mit außenliegenden Lagern (EC) im eingebauten Zustand

Der Steuersatz ist beim Fahrrad die Lagerung, die den Gabelschaft der Fahrradgabel drehbar im Steuerrohr des Fahrradrahmens befestigt. Der Steuersatz besteht aus zwei Wälzlagern, dem oberen und dem unteren Steuerlager. Die Steuerlager übertragen das Gewicht von Rahmen und Fahrer auf die Gabelkrone und damit auf das Vorderrad. Weiterhin leiten die Steuerlager die beim Bremsen entstehenden Kräfte in den Rahmen und ermöglichen die Lenkbewegungen, die die physikalischen Grundsätze der Dynamik des Fahrradfahrens erfordern.

## Größenbezeichnungen und Normung
Die nominelle Größe des Steuersatzes entspricht der Größe des Gabelschaftrohrs, also dem Außendurchmesser in Zoll am oberen Ende des Gabelschaftrohrs. Die vier vorkommenden nominellen Größen (1″, 1⅛″, 1¼″, 1½″) spezifizieren jedoch noch nicht vollständig den Steuersatz. In jeder Größe gibt es unterschiedliche Aufbauhöhen (von außen sichtbare Höhe des Lagers im eingebauten Zustand), von der wiederum die Länge des Gabelschafts abhängt. Weitere spezifische Maße sind Außendurchmesser, Einpresstiefe sowie die Abmessungen eventuell vorhandener Fasen. Beim „Tapered“-Gabelschaft ist das untere Steuerlager größer. Beim „Reduziersteuersatz“ sind die Außenabmessungen der Steuerlager in einer höheren nominellen Größe ausgeführt.
Eine internationale Normung für Gabelschaft und Steuerrohr existiert nicht und somit auch keine Normung für den Steuersatz. Dennoch haben sich gewisse Standards entwickelt, von denen es jedoch Abweichungen geben kann. Insbesondere bei historischen Ausführungen, die praktisch nur den einzölligen Gabelschaft (25,4 mm) betreffen, gibt es diverse untereinander nicht kompatible Varianten. Einige Beispiele sind im Artikel Fahrradgabel, Kapitel Gabelschaft aufgeführt.

## Systeme
Beim Steuersatz gibt es zwei verschiedene Arten: Den Gewindesteuersatz (für den Gabelschaft mit Außengewinde und Vorbau mit Innenklemmung) sowie den Ahead-Steuersatz (für den gewindelosen Gabelschaft und Vorbau mit Außenklemmung). Die beiden Arten unterscheiden sich lediglich in der Ausführung des oberen Steuerlagers.
Die gängigste Art war der 1″ Gewindesteuersatz. Heutzutage (2018) ist der 1⅛″ Ahead-Steuersatz vorherrschend. Dieser beruht auf einem Patent von  1990 und wurde ursprünglich beim Mountainbike verwendet. Lizenzgeber dieses Patents war die amerikanische Firma Cane Creek.

### Gewindesteuersatz
Der Gewindesteuersatz erfordert einen Gabelschaft mit Außengewinde am oberen Ende. Beim klassischen 1″-Steuersatz ist das zöllige Gewinde mit einer Steigung von 24 tpi in der ISO 8488 genormt. Bei historischen Steuersätzen gibt es Abweichungen, beispielsweise beim französischen Steuersatz mit dem metrischen Gewinde M25 x 1. Ab dem 1-1/8″ Steuersatz beträgt die Gewindesteigung 26 tpi. Die oberste Lagerschale (bei Verwendung eines Konuslagers) bzw. die Befestigungsmutter (bei Verwendung eines Industrielagers bzw. Cartridge-Lagers) wird aufgeschraubt und mit einer Kontermutter gesichert. Dazwischen liegt noch eine Unterlegscheibe. Der Gabelschaft kann im Bereich des oberen Steuerlagers genutet sein, um so eine mit einer Nase versehene Unterlegscheibe drehsicher einzulegen. Auch ein Bremszuggegenhalter für eine Mittelzug- oder Cantileverbremse kann hier angebracht werden.

### Ahead-Steuersatz
Beim Ahead-System ist am Gabelschaft kein Gewinde vorhanden. Der Steuersatz wird bei der Montage zunächst vorgespannt, indem mit einer Spannschraube eine Abdeckkappe (Spanndeckel) über den noch nicht festgezogenen Lenkervorbau Druck auf die Steuerlager ausübt. Die Mutter für die Spannschraube wird als Einschlagkralle von oben in den Gabelschaft geschlagen. Die Einschlagkralle ist ein sternförmig gestanztes Blechteil mit geringem Übermaß, das sich im Schaftrohr verspreizt und mittig die Gewindemutter für die Spannschraube trägt. Bei Gabeln mit Carbonschaft muss als Mutter ein Expander (Konusspreizung) verwendet werden. Nach dem Einstellen der Lagerspannung werden die Klemmschrauben des auf dem oberen Ende des Gabelschaftes sitzenden Lenkervorbaus angezogen, wodurch die Steuerlager durch die Außenklemmung des Vorbaus in ihrer vorgespannten Position fixiert werden. Damit der Spanndeckel nicht auf dem Gabelschaft aufsitzt, sondern die Vorspannung auf die Lager ermöglicht, muss das oben aus dem Steuersatz ragende Ende des Gabelschaftes etwas kürzer sein (ca. 2 mm) als die Höhe der Klemmfaust des Vorbaus samt eventuell verbauter Spacer.
Das Ahead-System ist etwas leichter als Systeme mit Gewindesteuersatz. Die Montage ist einfacher und in der Fertigung entfällt die Lagerhaltung von Gabeln mit unterschiedlich langen Gabelschäften bzw. das Nachschneiden des Gewindes am Gabelschaft. Allerdings bietet das Ahead-System nur eine mangelnde Möglichkeit zur Höhenverstellung des Vorbaus. Falls Spacer (Distanzringe) zwischen Vorbau und Lageroberteil vorhanden sind, können die Spacer auch oberhalb des Vorbaus eingelegt werden, um diesen tiefer zu stellen. Beim Gabelschaft aus Stahl kann in vielen Fällen anstelle des Vorbaus ein Adapterteil angebracht werden, das wiederum einen höhenverstellbaren Vorbau aufnimmt.

## Art der Wälzlager
Die beiden Steuerlager werden sowohl axial als auch radial beansprucht, wobei die Hauptlast in axialer Richtung erfolgt. Die Wälzlager werden kaum bewegt. Bei ungenauem Einbau (keine planen Auflagen, nicht fluchtende Achsen) kann dies zu Eindellungen (Rattermarken) an der Laufbahn führen, da die Belastung sich dann nur auf wenige Wälzkörper verteilt, die sich immer an der gleichen Stelle befinden. Um die Belastungsfähigkeit zu verbessern wurden gelegentlich Kegelrollen- oder Nadellager eingesetzt, die heutzutage nur noch selten eingebaut werden.
Ursprünglich wurden im Steuersatz nur Konuslager verwendet, genauso wie an den Radachsen, Pedalen und Tretlager. Mit dem Aufkommen gekapselter Lagereinheiten am Fahrrad (z. B. Patronenlager) in den 1970er, 1980er Jahren wurde auch beim Steuerlager Industrielager eingesetzt, dort als „Cartridge-Lager“ bezeichnet, wenngleich das Konuslager auch heutzutage (2018) noch umfangreich beim Steuersatz verwendet wird.

### Konuslager
Das Konuslager ist die ursprüngliche Form des Wälzlagers. Dies ist ein offenes, nicht gekapseltes (zerlegbares) Wälzlager. Das Gehäuse besteht aus Konus (Lagerkonus) und Schale (Lagerschale), welches die Lauffläche für die dazwischenliegenden Wälzkörper bildet.
In der Regel sind Konuslager Kugellager. Die Kugeln können lose sein (käfiglos) oder mittels eines Käfigs fixiert sein. Käfiglose Konuslager sind belastbarer, da sich mehr Kugeln im Lager unterbringen lassen. Werden Kegelrollen oder Nadeln als Wälzkörper eingesetzt, ist ein trichterförmiger Käfig erforderlich.
Am unteren Steuerlager liegt der auf den Gabelschaft gepresste Konus auf der Gabelkrone auf und wird als „Gabelkonus“ bezeichnet. Darüber befindet sich eine in das Steuerrohr eingepresste Lagerschale. Je nach Ausführung ist am Steuerrohr oben ein Lagerkonus oder eine Lagerschale eingepresst. Diese Presspassungen erfordern enge Fertigungstoleranzen.

### Cartridge-Lager
Dies sind gekapselte und abgedichtete Kugellager, meist als Schrägkugellager ausgeführt, gelegentlich auch als Rillenkugellager.
Der Außenring des Lagers sitzt in einer im Steuerrohr eingepressten Schale oder er liegt – falls ein vollintegrierter Steuersatz (IS  bzw. Integrated Standard) vorliegt – direkt im Steuerrohr. In aller Regel ist der Außenring des Lagers an der Auflagefläche zum Steuerrohr mit einem Winkel von 45 oder 36 Grad abgeschrägt, im Steuerrohr bzw. der eingepresstem Schale ist die entsprechende Gegenkontur vorhanden.
Der Innenring des Lagers liegt an der Gabelkrone auf einem konusartigen Zentrierring (Steuersatzboden, Gabelkonus) auf, der geschlitzt oder ungeschlitzt sein kann. Ein vergleichbarer konusartiger Zentrierring (Klemmring) schließt den Steuersatz oben ab. Die Innenringe der Lager sind an der Kontaktfläche zu den beiden konusartigen Zentrierringen entsprechend abgeschrägt.

## Einbaulage der Wälzlager
Bezeichnung der Einbaulage nach dem Standardized Headset Identification System (S.H.I.S.)
| EC | = External Cup (traditionell):          |  | Das Wälzlager liegt in einer Schale außerhalb des Steuerrohrs |
| ZS | = Zero Stack (semiintegriert):          |  | Das Wälzlager liegt in einer Schale innerhalb des Steuerrohrs |
| IS | = Integrated Standard (vollintegriert): |  | Das Wälzlager liegt ohne Schale innerhalb des Steuerrohrs     |

### Wälzlager außerhalb des Steuerrohrs (EC)
Dies ist die klassische Ausführung. In den Enden des Steuerrohrs werden Schalen eingepresst, die entweder als direkte Lagerschale für ein Konuslager dienen oder als Aufnahmehalterung für ein Cartridge-Lager. Die Wälzlager liegen in dem aus dem Steuerrohr ragendem Teil der eingepressten Schalen und ermöglichen dadurch ein leichtes Steuerrohr mit geringem Durchmesser.

### Wälzlager innerhalb des Steuerrohrs (ZS, IS)
Die Lagerung innerhalb des Steuerrohrs kommt praktisch nur bei Fahrradrahmen aus Aluminium oder Carbon vor. Da hier das Steuerrohr im Bereich der Steuerlager einen relativ großen Durchmesser zur Aufnahme der Lager aufweist, ist das Steuerohr zur Mitte hin meist verjüngt. Bei der Ausführung ohne Lagerschale (IS bzw. vollintegriert) hat das Steuerrohr an den beiden Enden einen geweiteten Innendurchmesser, so dass dort ein Cartridge-Lager eingelegt werden kann. Bei der Ausführung mit eingepresster innenliegender Lagerschale (ZS bzw. semiintegriert) kann sowohl ein Cartridge-Lager als auch ein Konuslager verwendet werden.

## S.H.I.S.
Im November 2010 haben sich einige Fahrradteilhersteller auf einheitliche Bezeichnungen für die diversen Steuersatzmaße und -arten geeinigt, das Standardized Headset Identification System (S.H.I.S.).
Die Bezeichnung ist grundsätzlich zweiteilig, wobei der erste Teil das obere und der zweite Teil das untere Lager beschreibt. Dazwischen ist ein vertikaler Trennstrich. Die beiden Bezeichnungen beginnen mit einer Kennung des Lagertyps, nämlich EC für außenliegende Schalen (external Cup), ZS für semiintegrierte Schalen (Zero Stack) und IS für vollintegrierte Schalen. Es folgt der gerundete, metrische Durchmesser der Lagerschale mit zwei Ziffern, ein Schrägstrich und der Durchmesser des Gabelschaftes für die Vorbauklemmung (oben) respektive der Durchmesser des untersten Teils des Gabelschaftes, für den Lagerkonus, der auf die Gabel gesteckt oder geschlagen wird.
Beispiel 1: ZS44/28.6|ZS44/30 bedeutet: Die obere Lagerschale ist semiintegriert und hat einen Durchmesser von 43,95 bis 44,00 mm; der Gabelschaft hat oben (also wo der Vorbau geklemmt wird) einen Durchmesser von 28,6 mm. Die untere Lagerschale ist ebenfalls semiintegriert und hat ebenfalls einen Durchmesser von 43,95 bis 44,00 mm. Der unterste Teil des Gabelschaftes, wo der Lagerkonus aufgesteckt bzw. aufgeschlagen wird, hat einen Durchmesser von 30 mm.
Beispiel 2: ZS44/28.6|ZS56/40 bedeutet: Die obere Lagerschale ist semiintegriert und hat einen Durchmesser von 43,95 bis 44,00 mm; der Gabelschaft hat oben (also wo der Vorbau geklemmt wird) einen Durchmesser von 28,6 mm. Die untere Lagerschale ist ebenfalls semiintegriert und hat einen Durchmesser von 55,90 bis 55,95 mm. Der unterste Teil des Gabelschaftes, wo der Lagerkonus aufgesteckt bzw. aufgeschlagen wird, hat einen Durchmesser von 40 mm. Es handelt sich damit um einen Tapered-Steuersatz.
Die Kennzeichnung von Gewindesteuersätzen sieht anders aus und enthält immer die Kennung „tpi“ (Threads per Inch, Gewindegänge pro Zoll).